# 国家责任
国家责任，是国际法上关于国家违反国际法义务所承担法律后果的规则。一般而言，关于国家责任的规则被认为是国际法上的次级规则。
传统上，关于国家责任的国际法并不发达。但是，联合国国际法委员会2001年通过的《关于国家不法行为责任的条款草案》，促进了国家责任国际法规则的编纂。
联合国一直在不断地尝试编纂和拟订有关国家责任的规则。在历经近45年，超过30份报告，以及广泛的工作后，联合国委任的五个特别报告员为了国际法委员会作为一个整体的条款草案的最后文本达成一致。与此同时，国家责任的习惯国际法的有关拘留和人身虐待外国人和他们获得公正审判的权利等事宜已呈现重要性不亚于以前由国际人权法的发展，它适用于所有个人，无论是外国人或国民。政权的法律责任，国家责任的规则，一般的概念是一个开始的民事法律制度，主要是外国普通法传统。